# Blackburn with Darwen
Blackburn with Darwen ist eine selbstständige Verwaltungseinheit (Unitary Authority) in der Zeremoniellen Grafschaft Lancashire, Region North West England. Sie besteht aus der Stadt Blackburn (zugleich Verwaltungssitz), der Kleinstadt Darwen und umliegenden Dörfern und Landschaften.

## Gründung
Blackburn with Darwen wurde 1974 als Lancashire Borough of Blackburn aus dem County Borough of Blackburn, dem Borough of Darwen, Teilen des Turton Urban District (unter anderem Belmont, Chapeltown und Edgworth) sowie Teilen des Blackburn Rural District gegründet und im Mai 1997 zur Abspaltung vom Lancashire County Council umbenannt. Am 1. April 1998 wurde sie eine selbstständige Verwaltungseinheit und bildet seitdem eine Unitary Authority.

## Kommunalpolitik
Der Gemeinderat besteht aus 64 Sitzen, die mit jeweils drei Stadträten auf 23 Gemeinden aufgeteilt sind, Ausnahmen bilden Earcroft, Whitehall, North Turton und Tuockholes mit zwei und East Rural mit nur einem Sitz.

### Kommunalwahlen
Im Jahre 2004 sind sechs Stadträte aus der Labour Party ausgetreten und blieben als Parteilose im Gemeinderat. Damit sah er sich nicht mehr mehrheitsfähig und rief Neuwahlen aus. Dabei wurden dem Gemeinderat Wahlmanipulation, Korruption und Unterwanderung von einflussreichen Mitgliedern der muslimischen Gemeinde vorgeworfen. Reformen bei der Briefwahl haben die Möglichkeiten der Korruption zudem noch vereinfacht. Die Anzahl der Briefwahlstimmen lag 2005 bei 20.000, während es im Jahr 2001 nur 7.600 waren. Im Jahre 2005 wurde der Gemeinderat Mohammed Hussain für drei Jahre wegen Wahlbetrugs inhaftiert, weil er 2002 bei den Stadtratswahlen 230 Briefwahlstimmen gestohlen und für sich genutzt hat.
Die Gemeinderatswahl von 2007 löste die Labour Party ab, es musste eine Koalition gebildet werden. Die kleinere For Darwen Party und Parteilose koalierten mit der Conservative Party und den Liberal Democrats. Wie ihr Vorgänger war diese Koalition ebenso oft in Kontroversen verstrickt. Einer der Gemeinderatsmitglieder wurde wegen finanziellen Betrugs und ein anderer wegen häuslicher Gewalt suspendiert. Die Spannungen verhärteten sich noch, als Michael Johnson, ehemals England First Party, jetzt For Darwen Party, im Oktober 2007 seine Arbeitslosigkeit vor The Sun wegen „der ganzen Immigranten, die das Land überschwemmen“, begründete. „Diese Leute nehmen uns die Arbeit weg, und alles wird sich nur weiter verschlimmern“, sagte er. Drei Wochen vor den Kommunalwahlen im Mai 2008 sorgte der liberaldemokratische Kandidat für Shear Brow für Aufsehen, als er zur Labour Party überlief.
Im Jahre 2010 traten zwei Gemeinderatsmitglieder der For Darwen Party zurück, und nach einem Misstrauensvotum der Labour Party erlangte diese 2011 die Kontrolle über den Gemeinderat zurück.
Seit 2015 ist Faryad Hussain, Labour Party, Gemeinderatsvorsitzender von Blackburn with Darwen.

## Demographie
Außerhalb Londons hielt Blackburn with Darwen mit 19,4 % die drittgrößte muslimische Population im Vereinigten Königreich. Nach der Volkszählung von 2011 ist der muslimische Anteil auf 27 % gestiegen. 20,4 % der regionalen Bevölkerung gehört südasiatischen Ethnien an, damit etwa vier Mal höher als im nationalen Durchschnitt.

## Siedlungen

Gemeinden im Borough of Blackburn with Darwen

1. Darwen (town council)
2. Eccleshill
3. Livesey
4. North Turton
5. Pleasington
6. Tockholes
7. Yate and Pickup Bank